# 岡山県道473号上大竹高山線
岡山県道473号上大竹高山線（おかやまけんどう473ごう かみおおたけこうやません）は、岡山県高梁市を通る一般県道である。

## 概要
高梁市川上町上大竹と高梁市川上町高山を結ぶ。
将来的に新見市から浅口市までを貫く南北軸の一部を担う路線にするため、県道認定がなされた路線でもあることから広域農道備中西部地区「星の里街道」の延長路線としての性格が強い。
川上町道時代に1.5車線道路として整備されていることもあり、1.5車線区間が大半を占めるが整備された路線である。

### 路線データ
- 起点：高梁市川上町上大竹（岡山県道294号下鴫川上線交点、広域営農団地農道備中西部地区星の里街道終点）
- 終点：高梁市川上町高山（岡山県道77号美星高山市線交点）
- 総延長：5.5 km

## 歴史
- 1995年（平成7年）7月1日 - 岡山県告示第426号により認定される。
- 2004年（平成16年）10月1日 - 川上郡川上町が高梁市の一部になったことにより全区間が高梁市域を通る路線になる。

## 地理

### 通過する自治体
- 岡山県
  - 高梁市

### 交差する道路
| 交差する道路                                                      | 交差する場所 | 交差する場所 |
| ----------------------------------------------------------------- | ------------ | ------------ |
| 岡山県道294号下鴫川上線 広域営農団地農道備中西部地区 / 星の里街道 | 川上町上大竹 | 起点         |
| 岡山県道77号美星高山市線 岡山県道299号布賀地頭線 重複             | 川上町高山   | 終点         |

### 沿線
- 沢柳ノ滝